# Council Auction
Beijing Council International Auction Company Ltd. (ou simplement Council) est une maison de vente aux enchères Chinoise crée en 2005, et établie à Pékin. En 2016 elle générait un produit de vente de 552 millions de dollars, pour 3879 lots vendus, faisant d'elle la 3e plus grosse maison de vente aux enchères Chinoise et la 5e mondiale.

## Histoire
Beijing Council International Auction Company Ltd a été cofondée en septembre 2005 par Dong Guoqiang et le groupe Sunline détenu par le milliardaire et également collectionneur d'art chinois Liu Yiqian (en). Poursuivant son développement dans un marché de l'art chinois en pleine croissance, Council ouvre de nouveaux bureaux à Hong Kong en 2008, New York et Taiwan en 2011 et Shanghai en 2012.

## Ventes notables & différents départements
En 2017 la maison compte 5 différents départements d'expertise: peinture chinoise classique & calligraphie, céramiques & objets traditionnels, porcelaine moderne et contemporaine, art moderne et contemporain, joaillerie. 
En 2016 Council a notamment vendu :
- The Peony Album de Jiang Tingxi pour 26,4 millions de dollars (25e plus grosse enchère de l'année)
- The wind forebodes the coming storm de Wu Zhen pour 25,1 millions (27e plus grosse enchères de l'année)
- Landscapes de Li Keran pour 12,7 millions de dollars (64e plus grosse enchère)[4]